# Taʿizz
Taʿizz (in arabo  تعز‎?), è una città dello Yemen, capoluogo dell'omonimo governatorato, a circa un'ora dalla città di Mokha. La città si trova a circa 1.400 metri di altitudine, alle pendici della montagna della Pazienza (Jabal al-Sabr).
(Ibn Battuta)

## Storia
La città è nominata per la prima volta nel XII secolo, quando Tūrān Shāh, fratello di Saladino, arrivò nello Yemen nel 1173, e a lui si deve la decisione di fortificare la città.
L'Imam al-Malik al-Muẓaffar Yūsuf, secondo sultano della dinastia dei Rasulidi, nel 1255 fece della città la sua seconda capitale del regno, dopo Zabid. Ibn Battuta, che visitò la città nel XIV secolo, la descrisse come una delle più belle città dello Yemen.
Nel 1546 la città fu conquistata dai Turchi ottomani.
La città rimase confinata entro le sue mura, fino al 1948, quando l'Imam Aḥmad ne fece la seconda città dello Yemen, permettendo che si espandesse anche al di fuori dalle mura.
Oggigiorno Taʿizz è la più importante realtà industriale del Paese.

## Monumenti e luoghi d'interesse

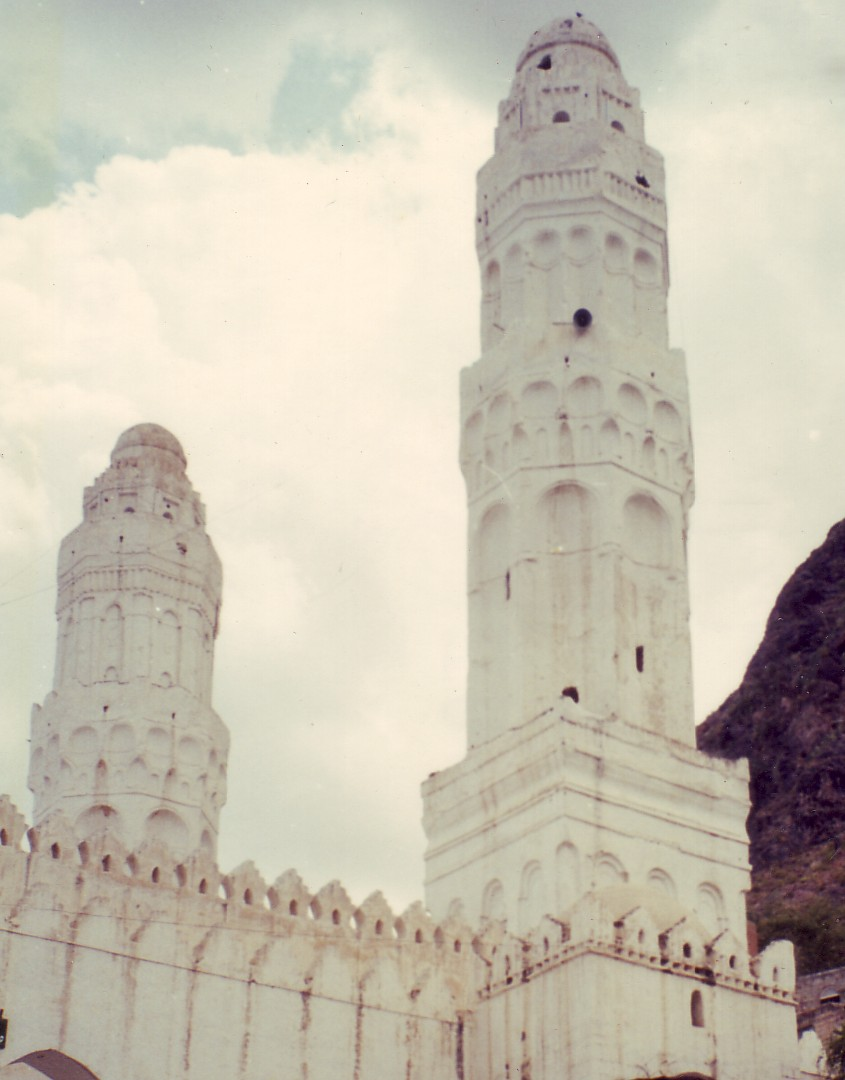
I minareti gemelli della moschea al-Ashrafiyya

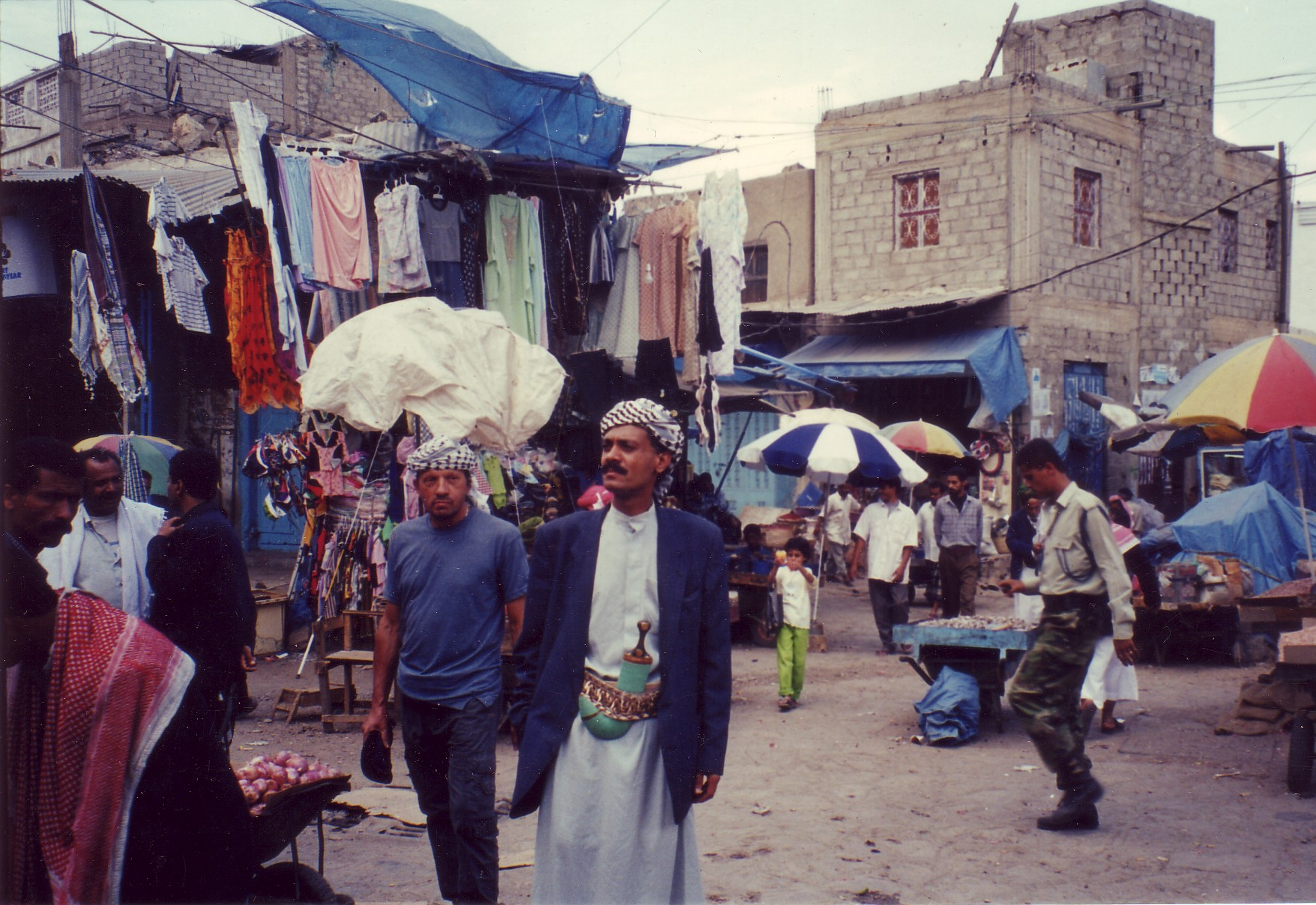
Uno dei suq di Taʿizz presso Bab al-Kabir

La città è composta da molti e antichi quartieri, con le case costruite con i tipici mattoni bruni, mentre bianche sono le moschee. Tra esse la più famosa è la moschea al-Ashrafiyya, con i suoi due caratteristici minareti gemelli, che risale al XII secolo. Seguono poi la moschea di al-Muʿtabiyya, risalente al XVI secolo, e la moschea di al-Muẓaffar, ornata da più di venti cupole, risalente al XIII secolo.
Da menzionare sono anche la cittadella (Qalʿat al-Qāhira) e il palazzo del governatore, che si trova sulla cima di uno sperone roccioso, 450 metri più in alto del centro cittadino.
Le antiche mura cittadine sono ancora visibili nel loro tratto più meridionale, dove si aprono le porte chiamate Bāb al-Mūsā e Bāb al-Kabīr. Di particolare interesse sono il Palazzo dell'Imam Aḥmad e il Palazzo reale di Ṣalāḥ; oggi entrambi i palazzi sono sede di musei.
Nei pressi di Taʿizz si eleva il Jabal al-Sabr (Montagna della Pazienza), una delle più alte montagne dello Yemen, che supera i 3000 metri di altezza.

## Infrastrutture e trasporti
La città è ben servita da una rete stradale con il resto del paese e numerose sono le compagnie di trasporto che, dalla stazione di Al-Esace, collegano le principali città. Ta'izz è inoltre servita dall'Aeroporto internazionale di Taʿizz.

## Economia
L'economia della città si basa sul caffè, che cresce nei terreni intorno alla città, come anche il qat e altre colture. In città sono presenti industrie manifatturiere del cotone, della conciatura e oreficerie. Ta'izz è anche nota nel resto del paese per i suoi formaggi.

## Geografia fisica

### Clima
Il clima a Ta'izz è piacevole per quasi tutto il tempo, anche se tende ad essere leggermente freddo la mattina presto e durante la notte. La temperatura media nel mese di ottobre è di 32 gradi.